# Neomicromus agarwalai
Neomicromus agarwalai är en insektsart som beskrevs av Soumyendra Nath Ghosh 1990. Neomicromus agarwalai ingår i släktet Neomicromus och familjen florsländor. Inga underarter finns listade i Catalogue of Life.